# 轰炸新加坡 (1944年—1945年)
第二次世界大战期间，美國陸軍航空軍于1944年11月至1945年3月出动B-29超级堡垒重型轰炸机11次空袭日本占领的新加坡，并在附近水域布雷，这一系列行动史称“轰炸新加坡”。大部分空袭以岛上海军基地和船坞设施为目标，美军轰炸机部署到其他战场后，英國皇家空軍继续在新加坡附近布雷，直至1945年5月24日。
日本留守新加坡的兵力不足，但还是能够多次干扰美军空袭并击落少量轰炸机，同时还有几次空袭因天气欠佳导致未能有效打击目标。新加坡重要的海军基地和商用港口遭受重创，但针对附近岛屿储油设施的袭击成效不彰。布雷作业对日本在新加坡的航运影响很大，导致三艘船被毁，另有十艘受损，但还不足以决定战局。盟军空袭令新加坡平民士气大振，将其视为解放的前兆。整体而言，盟军轰炸新加坡导致的平民伤亡不多，但还是有部分工人在军用设施遇袭期间丧生，另有一次空袭导致数百人无家可归。

## 背景
第一次世界大战结束后的数十年间，英国奉行“新加坡战略”，将位于新加坡北岸三巴旺的新加坡海軍基地扩张，遏制日本朝当地扩张。“乔治六世国王”干船坞和“海军部九号”（Admiralty IX）浮动干船坞均是这段时间建成，即便在整个大英帝国都是非常重要的设施。然而，太平洋战争爆发后，英联邦部队调至马来亚，新加坡守军仅数月后就被日军击败，于1942年2月15日投降。马来亚战役及之后的新加坡战役期间，新加坡多次遭日本飞机轰炸，导致大批平民丧生。

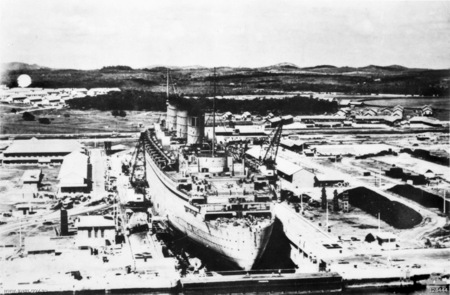
1940年8月位于“乔治六世国王”干船坞的玛丽女王号远洋客轮

新加坡海军基地在1941至1942年的战斗期间基本未受损伤，成为大日本帝国海军除本土外最重要的基地。当地许多平民也像英国统治时期一样应聘进入基地工作，只是日本海军的管理纪律非常严厉，犯下小失误就会招致殴打，盗窃及泄密还会被关进监狱甚至处死。1944年2至4月，日本第二和第三舰队从中太平洋转移到新加坡及附近的林加群岛，大幅缩短补充燃油的距离。作为此时大日本帝国海军的主体，两大舰队已经包含该国剩下的绝大多数戰艦和航空母舰。
负责防御新加坡的武力不强。1945年初，日本在新加坡的空防力量仅有两个配备机炮的陆军中队、部分海军防空部队和少量战斗机。部分高射炮是由马来辅助人员操作。本已不足的防空力量还受到多种因素制约，如陆军和海军协调不佳、枪炮火力控制设备短缺，而且没有火控雷达和防空气球。日军在新加坡附近没有布署夜间战斗机，高射炮和探照灯的协作效果低下，所以防范夜间空袭的能力更差。
1944年6月，美国陆军航空军第20轰炸机司令部（XX Bomber Command）开始从印度东北部的克勒格布尔出动B-29超级堡垒重型轰炸机执行作战任务。虽然司令部的主要目的是打击日本本土工业目标，但还是有约半数任务旨在支持盟军在太平洋的其他行动。第20轰炸机司令部由美国陆军航空军第二十航空队指挥，第二十航空队直接听从华盛顿哥伦比亚特区亨利·阿诺德上将的命令，不像其他作战单位那样由盟军在印度和中国战区的指挥官统领。阿诺德解除第20轰炸机司令部首长职位后，柯蒂斯·李梅于8月29日继任。
1944年10月下旬的雷伊泰湾海战以日本惨败告终，大日本帝国海军的残余兵力集中成两组。其中一组返回位于濑户内海的基地，另一组驻守林加群岛。10月27日，阿诺德向李梅提议，兵败雷伊泰湾后，日本很可能更加依赖新加坡的海军基地，第20轰炸机司令部应当袭击岛上目标。盟军缺乏新加坡的最新情报，但10月30日美军首度派-29侦察机飞过该岛上空并拍下很清晰的照片。李梅的参谋认为，日间空袭新加坡需要从克勒格布尔长途飞行6400公里，行动不可能成功，但阿诺德依然向第20轰炸机司令部下达进攻命令。

## 空袭

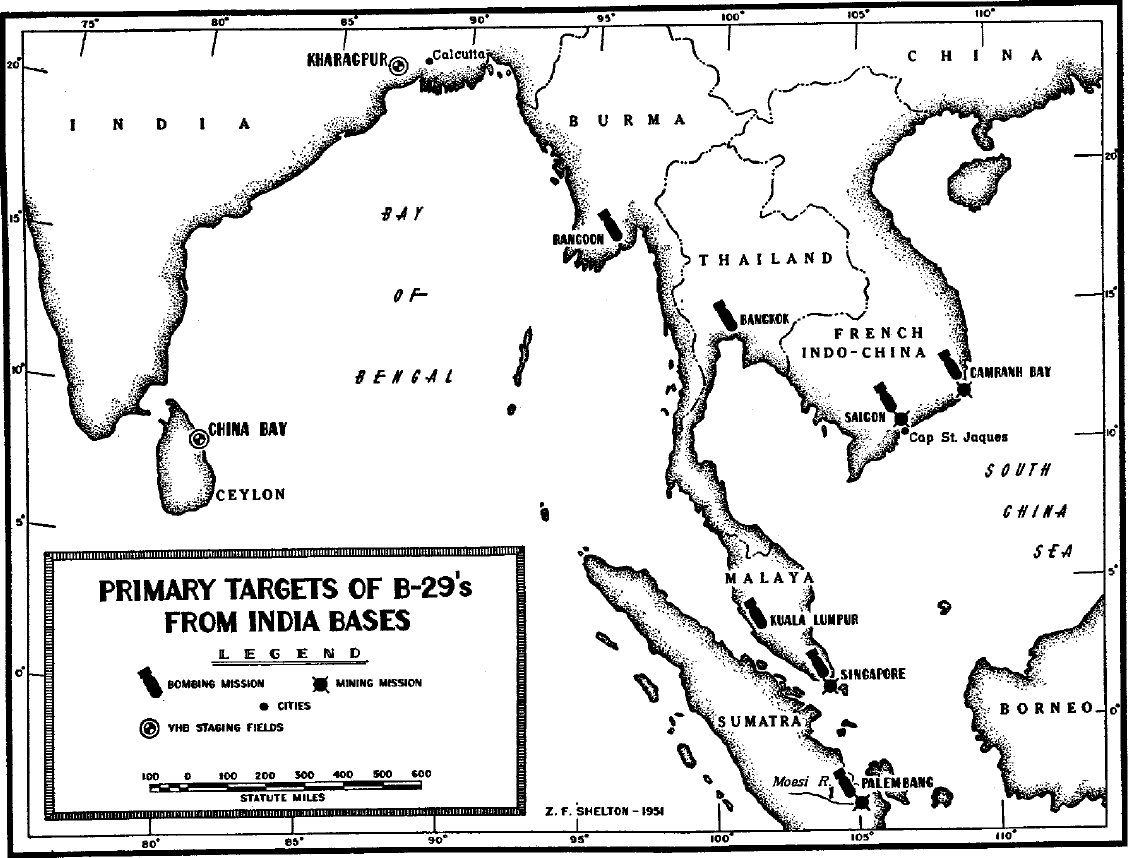
B-29轰炸机位于印度克勒格布尔（上方的“Kharagpur”）和锡兰中国湾（左侧的“China Bay”）的基地，以及位于东南亚的主要目标（右侧和右下角）位置

### 首轮空袭
1944年11月5日，第20轰炸机司令部发动首轮空袭，从克勒格布尔周边的基地出动76架-29轰炸机飞往新加坡。由于目标距离极远，每架轰炸机仅装有两枚450公斤的炸弹，飞行员接到的指示是无需保持严密队型，投弹高度低于正常水平，最好在海拔6100米左右。空袭的主目标是“乔治六世国王”干船坞，次要目标是苏门答腊北部的庞卡兰布兰丹（Pangkalanbrandan）炼油厂。
早上6点44分，首批-29轰炸机抵达新加坡海军基地上空。轰炸十分精准，领队轰炸机投下的炸弹距干船坞的沉箱坞门不到15米。第三架-29轰炸机的炸弹也落在附近，其他飞机很多都直接命中干船坞，令其运作瘫痪三个月。落在干船坞内及附近的炸弹还导致基地正在维修的142米货船受损，部分正在船坞和附近工作的平民无法逃离而被炸死，空袭还令海军基地内的其他设施受损。轰炸新加坡海军基地的共有53架-29轰炸机，七架袭击庞卡兰布兰丹炼油厂。日方高射炮或战斗机基本没有向来袭轰炸机开火，但还是有两架-29轰炸机因事故损毁。此次空袭创下日间轰炸行动时长新纪录，日本军人随后杀害一批受伤的印度尼西亚工人。“乔治六世国王”干船坞受损导致日本不能将其用于修复雷伊泰湾海战中受损的舰只。

### 之后的空袭轰炸
美军于1945年1月第二次空袭新加坡。得知菲律宾战役中受损的日本军舰在新加坡维修后，第20轰炸机司令部从印度出动47架-29轰炸机袭击该岛南岸的“海军部九号”浮动干船坞和“乔治六世国王”干船坞。轰炸机于1月10日午夜左右起飞，次日上午8点20分开始抵达新加坡上空。仅有27架-29轰炸机轰炸目标，并因柔佛海峡内日本军舰的猛烈炮火压制而未能造成损伤。其他-29轰炸机改为轰炸机会目标，包括马来亚的槟城，缅甸的丹老等，但整体缺乏成效，行动期间美方共损失两架轰炸机。
1945年1月，第20轰炸机司令部开始准备重新部置至马里亚纳群岛。该部停止采用在中国境内基地加油后轰炸日本和东亚其他目标的战术，改为打击过去需从克勒格布尔出发袭击的东南亚目标。克勒格布尔周边的工业目标很少，所以第20轰炸机司令部的首要任务改为攻击仰光、曼谷和新加坡主要港口及其他小港口的航运，攻击手段除常规轰炸外，还包括布置水雷。部队转移期间，李梅于1月18日离开马里亚纳群岛，罗杰·拉姆西（Roger M. Ramsey）准将接掌第20轰炸机司令部。
2月1日，第20轰炸机司令部对新加坡海军基地开展大规模常规空袭轰炸。当天共有112架-29轰炸机出动，每架装有四枚重450公斤的炸弹。共有88架轰炸机抵达新加坡，其中67架袭击“海军部九号”浮动干船坞。除炸沉干船坞外，空袭还摧毁里面停泊的140米大船。另外21架-29轰炸机袭击新加坡海军基地主要办事处所在的西墙地区，炸毁许多建筑和部分重型装备。未能飞抵新加坡的飞机改道轰炸槟城和八都马的目标。日军战斗机击落一架-29轰炸机，另有一架在空袭中受损，后在降落时坠毁。

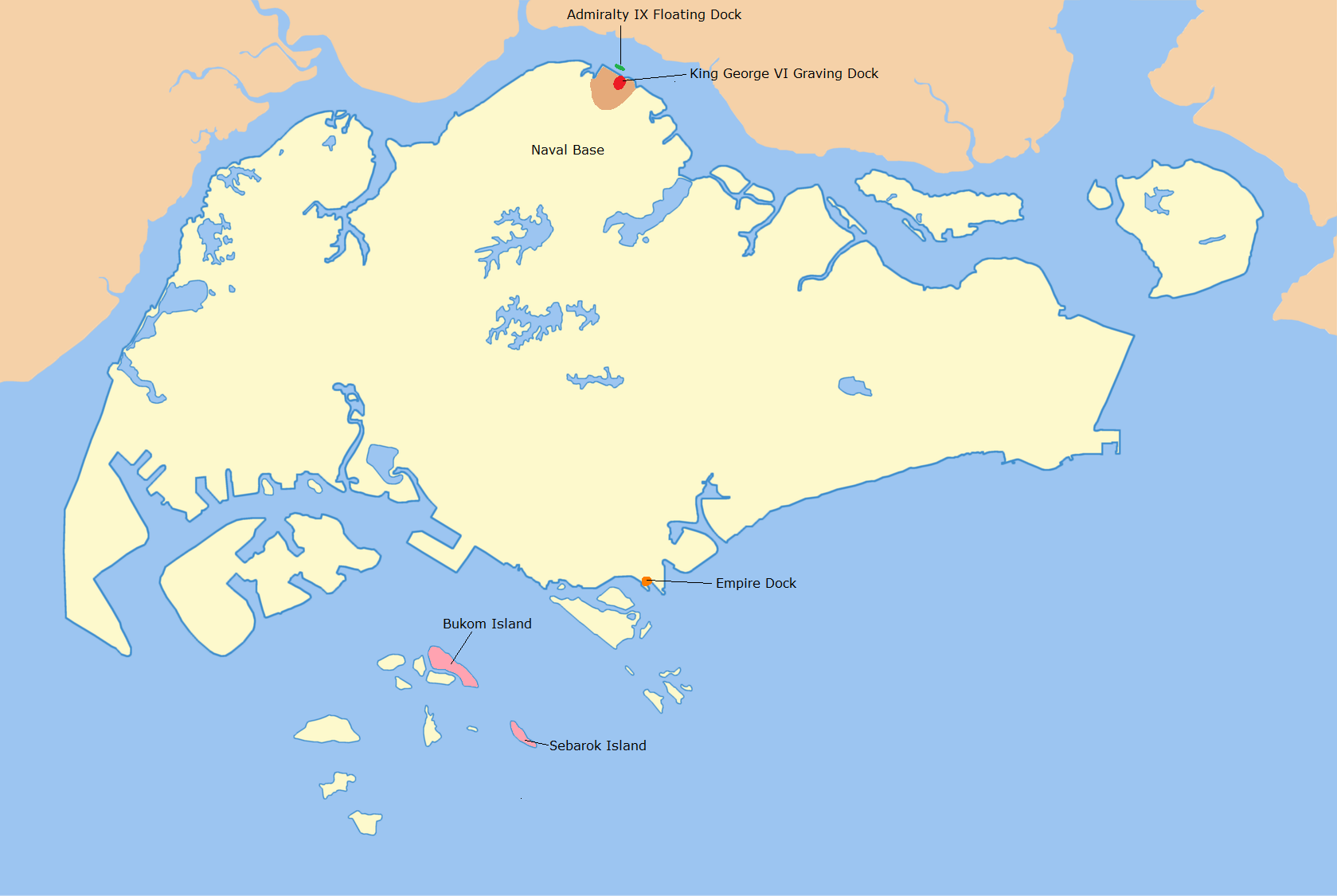
美国陆军航空军袭击新加坡的主要目标
（说明：上图是按新加坡现在的海岸线绘制，不是二战时期的海岸线）

第20轰炸机司令部原计划于2月6日再度袭击新加坡海军基地，但被盟军东南亚战区总司令路易·蒙巴顿海军上将于2月3号下令取消。根据蒙巴顿的指示，马来亚和新加坡都会在1945年下半年解放，介时盟军就能用上新加坡和槟城的海军设施。为确定上级命令，拉姆齐和蒙巴顿在康提会晤。蒙巴顿要求第20轰炸机司令部优先袭击吉隆坡地区目标，其次可以打击新加坡一些经过仔细挑选的位置，其中包括新加坡海军基地的西墙地区、海军储油仓库和商用码头设施，但不包括“乔治六世国王”干船坞及其他拥有重型机械的码头和地区。西贡是第20轰炸机司令部的第三优先目标，第四优先目标是新加坡附近岛屿的储油场。
2月24日，第20轰炸机司令部再度空袭新加坡，共计116架-29轰炸机携带燃烧弹前往轰炸该岛最南端的帝国码头（Empire Dock）区。帝国码头属商用码头，第20轰炸机司令部认为这是当地唯一适合的主要目标。共有105架-29轰炸机抵达新加坡，将码头附近39%的仓库面积烧毁，另有许多储油罐严重受损。燃烧弹的烟雾将目标遮挡，26架轰炸机只能盲炸，导致精度欠佳，码头附近的民居和商业区受损，上百幢商用或民用建筑被毁。据《海峡时报》报导，此次空袭造成396人流离失所。美方仅有一架-29轰炸机在返回印度途中因油料耗尽坠毁。

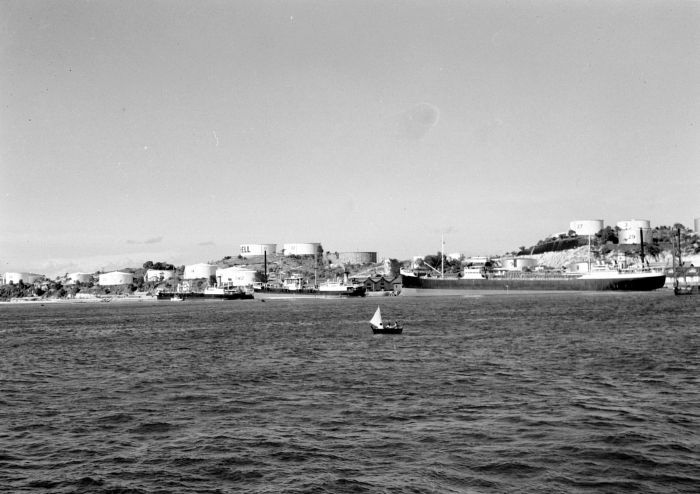
三宝岛上的油罐（摄于1936年）是1945年3月12日美方空袭的目标之一

3月2日，第20轰炸机司令部再度空袭新加坡。许多飞机此时正前往马里亚纳群岛，所以出发执行此次任务的只有64架-29轰炸机。共有49架轰炸机抵达目标，使用重230公斤的炸弹袭击新加坡海军基地的商店和仓库区，进一步加大过去空袭造成的破坏，但在日方军舰的防空炮火压制下成果寥寥，两架-29轰炸机被击落。
此后，第20轰炸机司令部在转移到马里亚纳群岛前还曾两次袭击新加坡地区各岛屿上的储油设施，这两次行动都没有损失轰炸机。3月12日，三个-29轰炸机大队受命空袭新加坡南岸近海的毛广岛和实巴洛岛（Sebarok Island），以及荷属东印度巴淡岛以南数英里处的桑布岛。每个大队负责不同岛屿，空袭期间完全没有遭遇日本高射炮和战斗机抵抗，但因天气不佳，44架抵达目标区域的轰炸机还是只能盲炸，导致成效不彰。3月29日深夜至30日清晨，29架-29轰炸机前往攻击毛广岛。为训练机组人员的低空轰炸能力，为之后轰炸日本本土做准备，所有轰炸机均在海拔1500至2100米高度分别飞往目标。此次空袭共摧毁岛上49个油罐中的七个，另有三个受损。

### 新加坡附近的布雷作业
为打击日本航运作业，第20轰炸机司令部从1945年1月开始每逢满月前后就会开展布雷作业。1月25日夜间到26日凌晨，第444（444th Bombardment Group）和第468轰炸大队（468th Bombardment Group）出动41架-29轰炸机，在新加坡附近布下六片雷区。当时还有其他轰炸机在西贡近海和金兰湾布雷，共同创造太平洋历史上最大规模的空中布雷作业纪录。2月27日晚至28日凌晨，12架-29轰炸机受命在新加坡附近的柔佛海峡布雷，其中十架在目标海域成功布下55颗水雷，还有一架在槟城布雷。3月28日晚至29日凌晨，22架-29轰炸机在新加坡附近布雷。上述任务期间没有轰炸机损毁。
第20轰炸机司令部转移后，英国皇家空军第222联队（No. 222 Group RAF）使用B-24解放者重型轰炸机继续在新加坡附近布雷。布雷作业在5月24日中止，以免水雷影响原定九月执行的“拉链行动”（Operation Zipper）。日军在新加坡海峡各岛屿设立观察哨搜寻雷区，但基本不起作用，往往是在船只撞到水雷后才发现雷区。新加坡附近共有三艘船被空中投掷的水雷炸沉，另有十艘受损。此外，雷区还扰乱日本的护航路线，妨碍舰船修复。整体而言，盟军的布雷作业持续时间太短，不足以决定战局。

## 影响

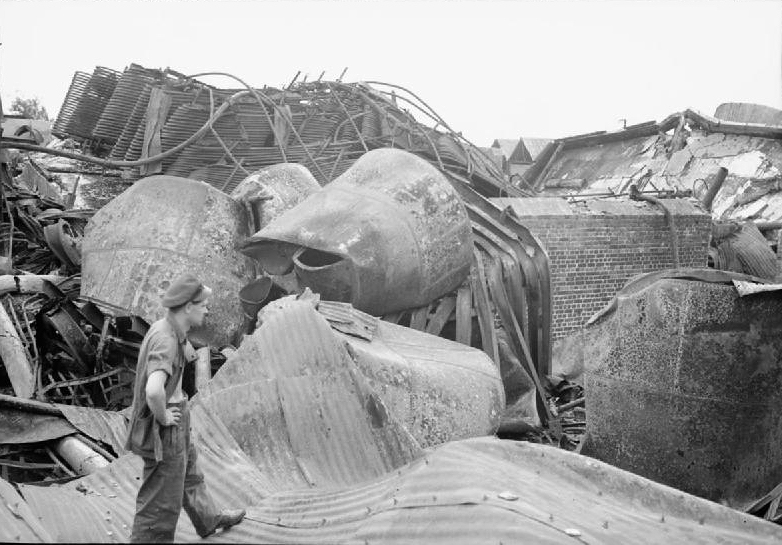
1945年9月，英国皇家空军某驾驶员查看盟军轰炸对新加坡码头的破坏

第20轰炸机司令部的空袭令新加坡海军基地受损，许多设施被毁，日军从1944年11月开始一连三个月无法使用“乔治六世国王”干船坞，1945年2月起又无法使用“海军部九号”浮动干船坞。每次空袭后，海军基地的工人都会等待一段时间才复工，而且要求日方加薪并提供额外防空掩体。帝国码头区受损不但阻碍日军港口作业，也导致战争结束后英国重建新加坡的工作受阻。针对新加坡附近岛屿储油罐的空袭成效不彰，日本投降后许多油罐仍能使用。
日本军方对新加坡的防御基本不起作用，面对11次日间空袭仅击落九架轰炸机。排雷作业同样进展缓慢，每次盟军布雷后都要三个星期才能宣告港口安全。被击落的美国轰炸机飞机员有少数与马来亚人民抗日军等抵抗武装取得联系，其他大多被日方俘虏并遭受严酷对待，大日本帝国海军俘虏并囚禁在海军基地的美军人员甚至被斩首。战争结束后，涉嫌虐待或杀害战俘的日方人员被送上实里达战争罪行法庭受审，罪名成立者被处决或判处长时间有期徒刑。
空袭令新加坡平民士气大振，他们把盟军行动视为摆脱日本高压统治并获得解放的前兆。许多平民相信-29轰炸机所向披靡，看到美军战机随心所欲地攻击日本人令他们深受鼓舞。日方对此公开展示击落的轰炸机和幸存机组人员，还会播放击落-29轰炸机的影片，但这种政治宣传成效甚微。日方着重强调1月11日和2月24日空袭对清真寺的破坏，其中2月24日这次还是圣纪节庆祝活动期间，希望激起新加坡穆斯林对盟军空袭的反抗情绪，但同样没有什么效果。公众支持盟军空袭的另一个重要原因是这些空袭均以军事设施为目标，所以造成的平民伤亡很少，而且岛上居民认为美军轰炸非常精确。不过，许多人因担心会有更多空袭而囤积必需品，导致食品等物资价格上涨，日方同样无法有效制止。

### 脚注
1. ↑  Toh 2009，第908–909頁.
2. ↑  Bayly & Harper 2004，第106頁.
3. ↑  Hack & Blackburn 2004，第22–23頁.
4. ↑  Toh 2009，第909頁.
5. ↑  Bayly & Harper 2004，第117, 136–137, 139頁.
6. 1 2 3 4  Cate 1953，第156頁.
7. ↑  Liew 2006，第429頁.
8. ↑  Royal Navy 1995a，第85–87頁.
9. ↑  Frei 2008，第220頁.
10. 1 2 3  Toh 2009，第915頁.
11. 1 2 3 4  Toh 2009，第914頁.
12. ↑  Polmar 2004，第6頁.
13. ↑  Wolk 2010，第97–98頁.
14. ↑  Wolk 2010，第99–100頁.
15. ↑  Cate 1953，第103, 115頁.
16. ↑  Dull 2007，第313, 315頁.
17. 1 2  Toh 2009，第917頁.
18. ↑  Toh 2009，第905–906頁.
19. ↑  Royal Navy 1995c，第127頁.
20. ↑  Cate 1953，第157頁.
21. ↑  Huff 1997，第245–246頁.
22. ↑  Cate 1953，第157–158頁.
23. 1 2  Cate 1953，第160頁.
24. ↑  Middlebrook & Mahoney 1979，第58頁.
25. ↑  Kirby 1965，第405頁.
26. ↑  Cate 1953，第160–161頁.
27. ↑  Cate 1953，第162–163頁.
28. ↑  Toh 2009，第921–923頁.
29. ↑  Kratoska 2018，第304頁.
30. ↑  Cate 1953，第162頁.
31. 1 2  Cate 1953，第163頁.
32. ↑  Cate 1953，第158頁.
33. ↑  Chilstrom 1993，第14頁.
34. 1 2  Cate 1953，第159頁.
35. ↑  Kirby 1965，第214頁.
36. ↑  Royal Navy 1995b，第45–46頁.
37. ↑  Park 1946，第2148頁.
38. 1 2  Royal Navy 1995b，第56頁.
39. ↑  Toh 2009，第912–913頁.
40. ↑  Toh 2009，第913–914頁.
41. ↑  Toh 2009，第910頁.
42. ↑  Toh 2009，第919–920頁.
43. ↑  Toh 2009，第920–921, 923頁.
44. ↑  Toh 2009，第918頁.

### 书籍
- Bayly, Christopher; Harper, Tim. . London: Penguin Books. 2004. ISBN 0-14-029331-0.
- Cate, James Lea. . Craven, Wesley Frank; Cate, James Lea  (编). . The Army Air Forces in World War II. Chicago and London: The University of Chicago Press. 1953  [2020-07-16]. OCLC 9828710. （原始内容存档于2020-05-29）.
- Chilstrom, John S. . Air University thesis series. Darby, Pennsylvania: DIANE Publishing. 1993  [2020-07-16]. ISBN 1-4289-1533-8. （原始内容存档于2021-05-06）.
- Dull, Paul S. . Annapolis: Naval Institute Press. 2007  [2020-07-16]. ISBN 1-59114-219-9. （原始内容存档于2021-05-06）.
- Frei, Henry. . Akashi, Yōji; Yoshimura, Mako  (编). . Singapore: NUS Press. 2008  [2020-07-16]. ISBN 9971-69-299-6. （原始内容存档于2021-05-06）.
- Huff, W.G. . Cambridge: Cambridge University Press. 1997  [2020-07-16]. ISBN 0-521-62944-6. （原始内容存档于2021-05-06）.
- Hack, Karl; Blackburn, Kevin. . London: Routledge. 2004  [2020-07-16]. ISBN 0-415-30803-8. （原始内容存档于2021-05-06）.
- Liew, Kai Khiun. . International Review of Social History (The Netherlands: Internationaal Instituut voor Sociale Geschiedenis). 2006, 51 (3). ISSN 0020-8590.
- Middlebrook, Martin; Mahoney, Patrick. . Harmondsworth: Penguin Books. 1979. ISBN 0-14-004899-5.
- Park, Keith.  (PDF). London: War Office. 1946-08  [2020-07-16]. （原始内容存档 (PDF)于2019-01-02）. published in . London Gazette (Supplement). 1951-04-13.
- Kratoska, Paul H.  Second. Singapore: NUS Press. 2018. ISBN 9789971696382.
- Polmar, Norman. . Washington, D.C.: Smithsonian National Air and Space Museum. 2004. ISBN 1-57488-859-5.
- Royal Navy. . London: HMSO. 1995a. ISBN 0-11-772820-9.
- Royal Navy. . London: HMSO. 1995b. ISBN 0-11-772820-9.
- Royal Navy. . London: HMSO. 1995c. ISBN 0-11-772821-7.
- Toh, Boon Kwan. . The Journal of Military History. 3 (Society for Military History). 2009-07, 73.
- Wolk, Herman S. . Denton: University of North Texas Press. 2010. ISBN 1-57441-281-7.
- Kirby, S. Woodburn. . History of the Second World War. United Kingdom Military Series. London: Her Majesty's Stationary Office. 1965.

## 扩展阅读
- Mann, Robert A. . Jefferson, North Carolina: McFarland. 2009  [2020-07-16]. ISBN 0-7864-4274-3. （原始内容存档于2021-05-06）.
- Murfett, Malcolm H.;  et al. . Singapore: Oxford University Press. 1999. ISBN 0-19-588482-5.
- Toh, Boon Kwan. . War & Society. 2020-05, 39 (2): 109–125. doi:10.1080/07292473.2020.1741773.
- Kirby, S. Woodburn. Butler, James , 编.  IV. London: Imperial War Museum and Naval & Military Press. 2004. ISBN 978-1-84574-063-4.